# محمد أمين حمزاوي
محمد أمين حمزاوي مغني راب تونسي شاب أصيل منطقة القيروان وسط تونس و يقطن بأحد الأحياء العتيقة بمدينة أريانة وقد اشتهر عقب الثورة التونسية بأدائه لأغنية زاكاتاكا (الزطلة) بالإضافة إلى بعض الأغاني الأخرى الفردية أو الدويتو مع رفيق دربه كلاي بي بي جي و بعض مغني الراب الآخرين,
وقد ظهر ممثلا في الموسم الثالث و الرابع من مسلسل مكتوب بدور هارون

## مسيرته
درس امين أساسا قبل ان يبدأ مسيرته في غناء الراب و مثل في فيلم خميس عشية لمحمد دمق مع نخبة من أهم الممثلين التونيسيين أمثال فتحي الهداوي وفاطمة بن سعيدان و تعامل مع عديد الفنانين التونسيين العمالقة في المسرح امثال الجعايبي، وظهر في رمضان 2012 في مسلسل مكتوب 3 و مع انه من مغني الراب المشهورين بفضل أغنية "ritouchi" فقد زادت شهرته و قد جسد فيه دور هارون.

## أعماله

### أغانيه
- سخونة تولع
- قريدة
- تونس الخـضراء
- ريتوشي(زاكاتاكا)
- في حومة عربي
- غدر لصحاب ( 1و 2 )
- زوالي عياش
- الموت حياة
- أبي وقتاش
- des images
- حوماني[2][3] ( والتي حققت أكثر من 22.5 مليون مشاهدة حتى الآن على يوتيوب )[4]

### مسلسلات
- مكتوب الموسم 3 2012 [5]
- مكتوب الموسم 4 2014

### أفلامه
- خميس عشية [6]

## روابط خارجية
- محمد أمين حمزاوي على موقع IMDb (الإنجليزية)
- محمد أمين حمزاوي على موقع قاعدة بيانات الأفلام العربية
- محمد أمين حمزاوي على موقع ميوزك برينز (الإنجليزية)

- حوماني على يوتيوب